# Stabat Mater (Alessandro Scarlatti)
Pour les articles homonymes, voir Stabat Mater (homonymie).
Ne doit pas être confondu avec Stabat Mater (Domenico Scarlatti).

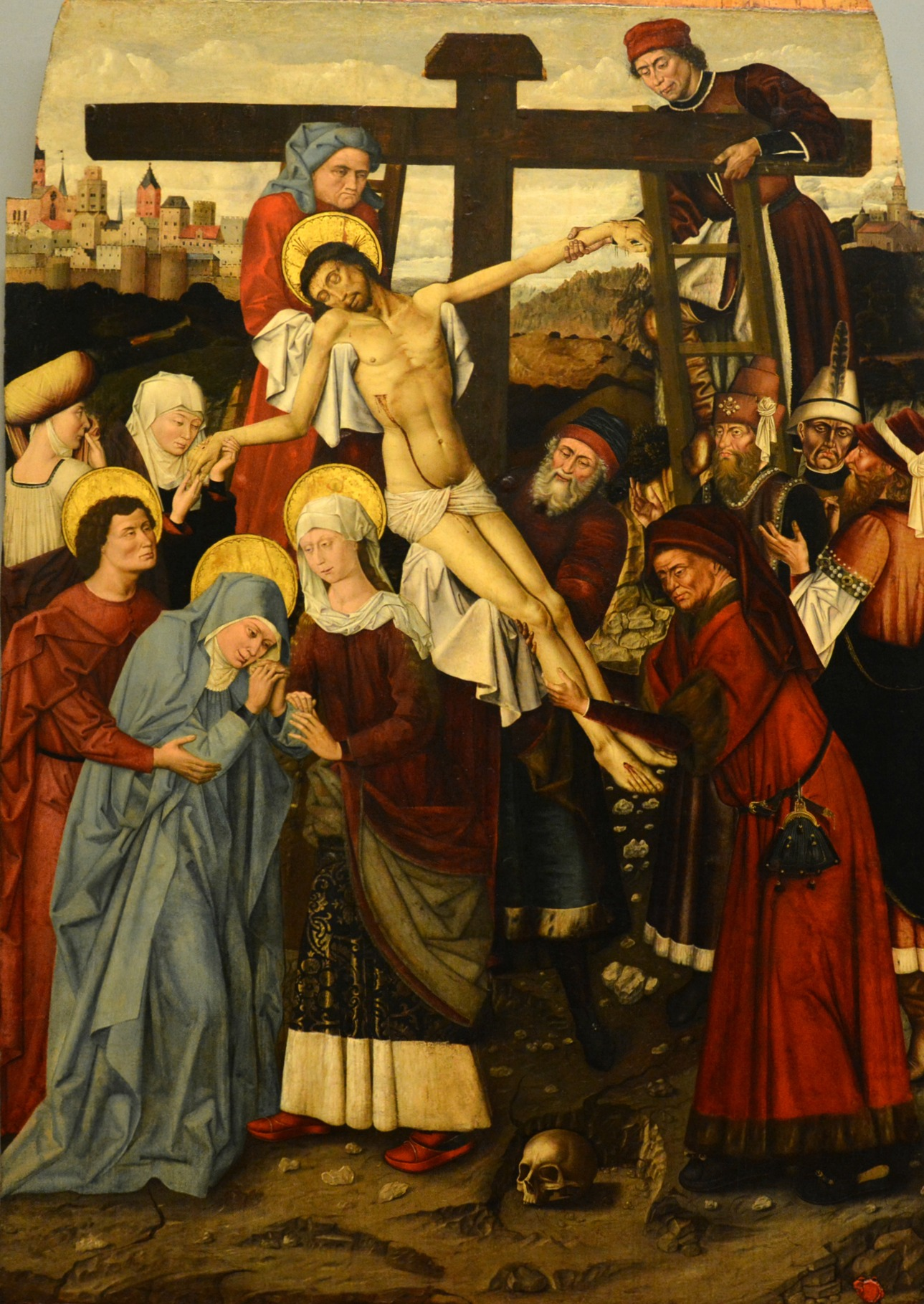
La « Deposizione », milieu du XVe siècle, du napolitain Colantonio (Naples, Musée de Capodimonte).

Le Stabat Mater est une œuvre musicale religieuse composée en 1724 par Alessandro Scarlatti pour deux voix (SA), deux violons et basse continue. Il s'agissait d'une commande des Franciscains, les Chevaliers de la vierge des douleurs de l'église San Luigi de Naples pour le Carême.
Ce Stabat Mater est basé sur un texte liturgique du XIIIe siècle méditant sur la souffrance de Marie, mère du Christ.
Jugé démodé par ceux même qui l'avaient commandé, il est remplacé en 1736 par le célèbre Stabat Mater de Giovanni Battista Pergolesi.
Il s'agit de l'un des trois Stabat Mater du compositeur. Il existe un autre manuscrit d'un Stabat Mater à trois voix, daté de 1715 et conservé à Naples, (Stabat Mater [II]) et une troisième œuvre, composée pour quatre voix, datée de 1723, mais perdue (Stabat Mater [III]).

## Détail

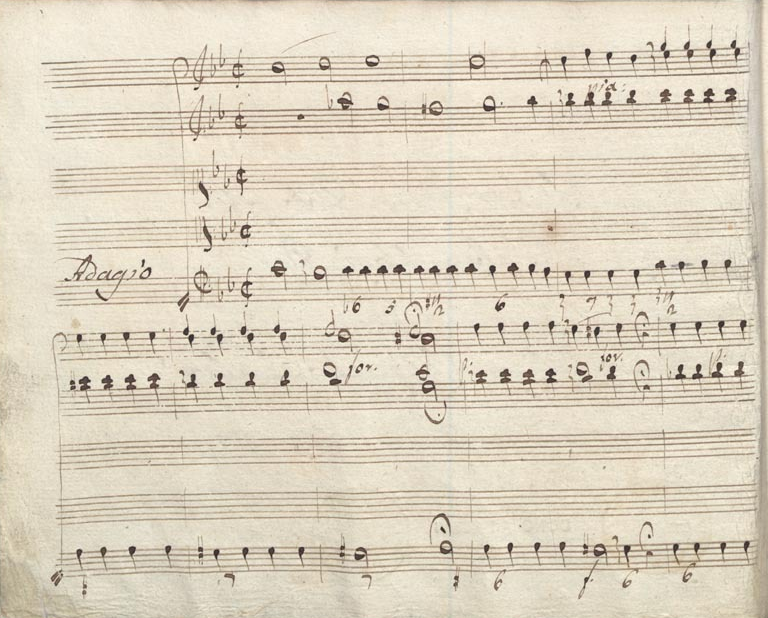
Première page du Stabat Mater dans une copie du XVIIIe siècle, conservée à Florence au Conservatorio Statale di Musica Luigi Cherubini.

Le Stabat Mater se compose de dix-huit pièces pouvant être regroupées en quatre parties, commençant et se terminant par un duo. 
Scarlatti intervertit les strophes 10 et 11 et il groupe la strophe 13 avec la 14, et le no 15 fait aussi entendre les strophes 16 et 17 dans un récitatif. Soit dix-huit numéros pour vingt strophes. 
Composition tardive de Scarlatti, elle impressionne par l'extraordinaire richesse musicale, la variété des formes, les libertés chromatiques et la flexibilité de l'expression. Ainsi l'œuvre est l'un de ses ouvrages religieux les plus populaires aujourd'hui.
L'exécution demande environ quarante minutes.
- Stabat Mater dolorosa, a due - Adagio
- Cujus animam gementem, canto solo – Moderato e dolce
- O quam tristis, alto solo – Poco andante
- Quae moerebat et dolebat, a due - Adagio
- Quis est homo, canto solo – Andante
- Quis non posset contritari, alto solo – Andantino
- Pro peccatis suae gentis, canto solo - Moderato
- Vidit suum dulcem natum, a due - Moderato
- Pia Mater, canto solo – Andantino
- Sancta Mater, alto solo – Andante moderato
- Fac ut ardeat cor meum, canto solo – Andante molto
- Tui nati vulnerati, a due – Adagio
- Juxta crucem, alto solo – Andante smorzato
- Virgo virginum praeclara, canto solo - Allegro
- Fac ut portem Christi mortem, alto solo – Recitativo – Adagio e piano
- Inflammatus et accensus, canto solo – Andantino
- Fac me cruce custodiri, alto solo – Recitativo - Largo
- Quando corpus morietur, a due – Adagio e piano - Allegro

## Manuscrit
- Florence, Conservatorio Statale di Musica Luigi Cherubini, I-Fc (Ms.B 2353b)[8].

## Discographie
- Stabat Mater [I] - Mirella Freni, soprano ; Teresa Berganza, mezzo-soprano ; Orchestre de Chambre Paul Kuentz, dir. Charles Mackerras (1976, Archiv) (OCLC 462158422)
- Stabat Mater [I], Salve Regina [V] - Véronique Diestchy, soprano ; Alain Zaepffel, contreténor ; Ensemble Gradiva (7-9 août 1988, Adda 581048 / Accord)[9] (OCLC 715318623)
- Stabat Mater [I] - Gemma Bertagnolli, soprano ; Sara Mingardo, contralto ; Concerto Italiano, dir. Rinaldo Alessandrini (1998, Opus 111 30-160 / Naïve OP30441)[10] (OCLC 743092681 et 854864740) — avec Pergolèse
- Stabat Mater [I], Salve Regina [III] - Sandrine Piau, soprano ; Gérard Lesne, alto ; Il Seminario Musicale (1998, Virgin 5 45366 2)[11] (OCLC 610653748)
- Stabat Mater [I] - Emma Kirkby, soprano ; Daniel Taylor, alto ; Theatre Of Early Music (26-29 août 2004, Atma Classique) (OCLC 872510202)